# Ovocný trh (České Budějovice)
Ovocný trh je existující veřejné prostranství a bývalé náměstí v Českých Budějovicích. Rozkládá se v okolí Černé věže u děkanství.

## Rozšíření prostranství zrušením přilehlého hřbitova
V 19. století došlo ke zrušení přilehlého hřbitova u svatého Mikuláše a odstranění hřbitovní zdi s kapličkami křížové cesty, což bylo zdůvodněno nemravnostmi, které se zde měly odehrávat. V roce 1869 si městská rada vymínila, aby nově uvolněný prostor přiléhající ke kostelu (tehdy nazývaný kostelní náměstí) nebyl využíván jako tržiště. Do části tohoto prostoru, mezi katedrálou a budovou děkanství, byly na budovy umístěny nové obrazy křížové cesty.

## Výbava náměstí
Do roku 1912 byla na náměstí umístěna kašna s vodou, ve které si zákazníci mohli zakoupené ovoce umýt. Poté ji nahradila pumpička. Do současnosti se nezachovala, nejbližším zdrojem vody je pítko u jihozápadního rohu katedrály. Při okraji s Hroznovou ulicí je umístěn stojan na kola a parkovací automat.

### Kauza pisoár
V 70. letech 19. století rozhodlo město o umístění pisoáru, který měl předcházet znečišťování okolí. Pisoár se stal trnem v oku části obyvatel a především církve. Konzistoř a biskup usilovali o jeho odstranění. Argumentace spočívala v odkazu na bývalý hřbitov (posvěcená půda, ostatky obyvatel) a blízkost kostela. Spory církve s městem trvaly tři roky. Církev si za tímto účelem nechala zpracovat i studii rozmístění pisoárů u kostelů ve Vídni. Město diskuzi uzavřelo rozhodnutím, že pisoár na místě zůstane, neboť funguje jako prevence znečišťování lokality. Ke spokojenosti církve byla kauza uzavřena v roce 1881, kdy město navrhlo „ze sanitárního ohledu“ podél jižní strany kostela vysázet lípy opatřené ochrannými koši.

## Zabezpečení před sebevrahy
5. června 2002 před polednem skočila ze severní části ochozu Černé věže do prostoru náměstí 62 let stará žena. 1. 6. 2003 následoval dvacetipětiletý muž, 7. 6. 2003 se o sebevraždu pokusila mladá žena, zastavili ji ale strážníci. Poté, co v intervalu dvou let došlo ke třem sebevraždám, byl v roce 2004 ochoz zabezpečen sítí, která má primárně chránit osoby v prostranství pod věží.